# کلی (کنتاکی)
کلی (به انگلیسی: Clay) شهری در ایالت کنتاکی کشور ایالات متحده آمریکا است که جمعیت آن در سرشماری سال ۲۰۱۰ میلادی، ۱٬۱۸۱ نفر بوده‌است.